# 淚秋
淚秋，本名許幸修，是台灣的漫畫家。出生於台中大甲。

## 簡歷
- 1962年出道。
- 1960年，他以幸修之名發表「紫劍清雙」、「玉敵金弓」、「血海深仇」等小本漫畫書。大本漫畫單行本流行之後，他則遊走各出版社。
- 1964年在文昌發表《魔劍傳》。
- 1966年在義名出版《俠種》等。
- 1969年在東光發行《劍豪雄風》、《玉翎鵰》、《大情俠》等。
- 1971年在宏昌出版冷劍熱血、鐵獄飛龍、血令等十多部百集創作。
- 1972年還因史艷文布袋戲受歡迎而畫了一部《史艷文》（淚秋稿‧劍塵畫）；作品之豐是那個年代少見的。

## 作品一覽
- 《創海飄花》　改編自『田歌』的《劍海飄花夢》
- 《夜霧笑聲》　改編自『田歌』的《劍海飄花夢》
- 紫劍清雙
- 玉敵金弓
- 血海深仇
- 魔劍傳
- 劍豪雄風
- 玉翎鵰
- 大情俠
- 史艷文

## 外部連結
- 漫畫家 淚秋 （页面存档备份，存于）